# Campeonato de Fútbol de Costa Rica 1998-1999
La temporada 1998-99 de la Primera División de Costa Rica, fue la edición 80° del torneo de liga de fútbol de dicho país, iniciando en agosto de 1998 y finalizando en mayo de 1999.
El Deportivo Saprissa se proclamó campeón de la temporada al ganar los torneos de Apertura y Clausura, evitando disputar una final nacional por el título.

## Sistema de competición
La temporada de la Primera División está conformada en dos partes:
- Torneo de Apertura: Se integra por las 22 jornadas del certamen, jugándose desde agosto hasta diciembre.
- Torneo de Clausura: Se integra por las 22 jornadas del certamen, jugándose desde enero hasta mayo.

El líder de cada campeonato obtiene un cupo para la gran final por el título. En caso de que si un equipo ocupa el primer lugar de ambas competencias, se proclama campeón automáticamente.
Tanto en el torneo de Apertura como en el Clausura se observará el sistema de puntos. La ubicación en la tabla general está sujeta a lo siguiente:
- Por juego ganado se obtendrán tres puntos.
- Por juego empatado se obtendrá un punto.
- Por juego perdido no se otorgan puntos.

En esta fase participan los 12 clubes de la máxima categoría jugando durante las 22 jornadas respectivas, que en total se alcanzaría los 44 partidos disputados a visita recíproca a lo largo de la temporada. De la misma manera, habría dos juegos adicionales si ocurriera una final nacional.
El orden de los clubes al final de las dos vueltas del torneo corresponderá a la suma de los puntos obtenidos por cada uno de ellos y se presentará en forma descendente. Si al finalizar las 22 jornadas por cada torneo, dos o más clubes estuviesen empatados en puntos, su posición en la tabla general será determinada atendiendo a los siguientes criterios de desempate:
1. Mayor diferencia positiva general de goles. Este resultado se obtiene mediante la sumatoria de los goles anotados a todos los rivales, en cada campeonato menos los goles recibidos de estos.
2. Mayor cantidad de goles a favor, anotados a todos los rivales dentro de la misma competencia.
3. Mejor puntuación particular que hayan conseguido en las confrontaciones particulares entre ellos mismos.
4. Mayor diferencia positiva particular de goles, la cual se obtiene sumando los goles de los equipos empatados y restándole los goles recibidos.
5. Mayor cantidad de goles a favor que hayan conseguido en las confrontaciones entre ellos mismos.
6. Como última alternativa, el ente organizador realizaría un sorteo para el desempate.

## Información de los equipos
| Equipo                     | Entrenador             | Ciudad                  | Estadio           | Capacidad | Fundación      |
| -------------------------- | ---------------------- | ----------------------- | ----------------- | --------- | -------------- |
| A. D. Carmelita            | Ronald Mora            | Alajuela                | Morera Soto       | 17 895    | 1948 (50 años) |
| A. D. Limonense            | Jan Hajek              | Limón                   | Juan Gobán        | 3 500     | 1961 (37 años) |
| A. D. Municipal Goicoechea | Floyd Daniels          | Goicoechea, San José    | "Coyella" Fonseca | 4 500     | 1958 (40 años) |
| A. D. Municipal Puntarenas | José Mattera           | Puntarenas              | "Lito" Pérez      | 4 105     | 1952 (47 años) |
| A. D. Ramonense            | Johnny Alvarado        | San Ramón, Alajuela     | Guillermo Vargas  | 2 500     | 1953 (46 años) |
| A. D. Santa Bárbara        | Daniel Casas           | Santa Bárbara, Heredia  | Carlos Alvarado   | 2 000     | 1943 (56 años) |
| A. D. San Carlos           | Luis Fernández Texeira | San Carlos, Alajuela    | Carlos Ugalde     | 5 600     | 1965 (34 años) |
| C. S. Cartaginés           | Miguel Calvo           | Cartago                 | "Fello" Meza      | 13 500    | 1906 (92 años) |
| C. S. Herediano            | Carlos Alberto Oria    | Heredia                 | Rosabal Cordero   | 8 721     | 1921 (77 años) |
| Deportivo Saprissa         | Alexandre Guimarães    | Tibás, San José         | Ricardo Saprissa  | 23 112    | 1935 (63 años) |
| L. D. Alajuelense          | Álvaro Solano          | Alajuela                | Morera Soto       | 17 895    | 1919 (79 años) |
| Pérez Zeledón              | Guillermo Guardia      | Pérez Zeledón, San José | Municipal         | 6 100     | 1991 (7 años)  |

### Equipos por provincia
| Saprissa Herediano Carmelita Santa Bárbara Alajuelense San Carlos Limonense Pérez Zeledón Cartaginés Goicoechea Ramonense Puntarenas |

| Provincia  | N.º | Equipos                                               |
| ---------- | --- | ----------------------------------------------------- |
| Alajuela   | 4   | Alajuelense Carmelita San Carlos Ramonense            |
| San José   | 3   | Deportivo Saprissa Pérez Zeledón Municipal Goicoechea |
| Heredia    | 2   | Herediano Santa Bárbara                               |
| Limón      | 1   | Limonense                                             |
| Puntarenas | 1   | Municipal Puntarenas                                  |
| Cartago    | 1   | Cartaginés                                            |

### Ascenso y descenso
| a la Segunda División |
| --------------------- |
| A. D. Belén           |

| a la Primera División |
| --------------------- |
| A. D. Limonense       |

## Torneo de Apertura

### Tabla de posiciones
| Pos. | Equipo               | Pts. | PJ | PG | PE | PP | GF | GC | Dif. |
| ---- | -------------------- | ---- | -- | -- | -- | -- | -- | -- | ---- |
| 1.º  | Deportivo Saprissa   | 51   | 22 | 15 | 6  | 1  | 58 | 22 | 36   |
| 2.º  | L. D. Alajuelense    | 50   | 22 | 16 | 2  | 4  | 54 | 22 | 32   |
| 3.º  | C. S. Herediano      | 38   | 22 | 10 | 8  | 4  | 29 | 20 | 9    |
| 4.º  | A. D. Santa Bárbara  | 34   | 22 | 9  | 7  | 6  | 43 | 32 | 11   |
| 5.º  | Pérez Zeledón        | 28   | 22 | 6  | 10 | 6  | 25 | 28 | −3   |
| 6.º  | C. S. Cartaginés     | 27   | 22 | 6  | 9  | 7  | 34 | 32 | 2    |
| 7.º  | Municipal Puntarenas | 24   | 22 | 6  | 6  | 10 | 31 | 37 | −6   |
| 8.º  | A. D. Limonense      | 23   | 22 | 5  | 8  | 9  | 33 | 44 | −11  |
| 9.º  | Municipal Goicoechea | 23   | 22 | 6  | 5  | 11 | 28 | 44 | −16  |
| 10.º | A. D. Carmelita      | 20   | 22 | 4  | 8  | 10 | 26 | 41 | −15  |
| 11.º | A. D. San Carlos     | 19   | 22 | 4  | 7  | 11 | 27 | 44 | −17  |
| 12.º | A. D. Ramonense      | 18   | 22 | 4  | 6  | 12 | 22 | 44 | −22  |

|  | Campeón del torneo |

### Resumen de resultados
| Local / Visita       | ADC   | ADL   | ADR   | SB    | SC    | CSC   | CSH   | SAP   | LDA   | GOI   | PUN   | MPZ   |
| -------------------- | ----- | ----- | ----- | ----- | ----- | ----- | ----- | ----- | ----- | ----- | ----- | ----- |
| A. D. Carmelita      |       | 2 - 2 | 4 - 1 | 0 - 5 | 0 - 0 | 3 - 2 | 0 - 1 | 0 - 3 | 1 - 6 | 0 - 1 | 2 - 2 | 0 - 0 |
| A. D. Limonense      | 2 - 2 |       | 2 - 0 | 1 - 2 | 2 - 1 | 2 - 2 | 2 - 2 | 0 - 1 | 2 - 3 | 1 - 2 | 1 - 1 | 5 - 2 |
| A. D. Ramonense      | 1 - 0 | 3 - 0 |       | 0 - 2 | 3 - 2 | 0 - 4 | 0 - 1 | 0 - 0 | 1 - 2 | 4 - 4 | 0 - 1 | 0 - 0 |
| A. D. Santa Bárbara  | 1 - 1 | 2 - 0 | 2 - 2 |       | 5 - 1 | 2 - 3 | 1 - 1 | 3 - 2 | 3 - 4 | 0 - 1 | 3 - 0 | 1 - 1 |
| A. D. San Carlos     | 2 - 1 | 3 - 3 | 2 - 1 | 1 - 2 |       | 2 - 2 | 3 - 2 | Canc. | 2 - 0 | 1 - 2 | 1 - 2 | 1 - 1 |
| C. S. Cartaginés     | 2 - 2 | 1 - 1 | 1 - 1 | 1 - 2 | 1 - 1 |       | 0 - 1 | 1 - 2 | 1 - 1 | 2 - 0 | 1 - 0 | 2 - 1 |
| C. S. Herediano      | 2 - 1 | 1 - 2 | 1 - 1 | 1 - 1 | 1 - 0 | 3 - 0 |       | 1 - 1 | 2 - 1 | 1 - 0 | 0 - 0 | 2 - 0 |
| Deportivo Saprissa   | 2 - 1 | 5 - 0 | 5 - 1 | 4 - 2 | 7 - 2 | 1 - 1 | 2 - 2 |       | 1 - 1 | 6 - 0 | 3 - 0 | 3 - 0 |
| L. D. Alajuelense    | 3 - 0 | 4 - 0 | 2 - 0 | 2 - 1 | 6 - 1 | 2 - 1 | 2 - 0 | 0 - 1 |       | 4 - 1 | 3 - 0 | 3 - 1 |
| Municipal Goicoechea | 0 - 2 | 2 - 2 | 3 - 0 | 1 - 1 | 2 - 0 | 2 - 4 | 0 - 2 | 3 - 4 | 1 - 2 |       | 1 - 1 | 0 - 0 |
| Municipal Puntarenas | 2 - 3 | 1 - 2 | 2 - 3 | 3 - 0 | 1 - 1 | 2 - 1 | 2 - 2 | 3 - 4 | 1 - 3 | 4 - 0 |       | 1 - 2 |
| Pérez Zeledón        | 1 - 1 | 2 - 1 | 4 - 0 | 2 - 2 | 0 - 0 | 1 - 1 | 1 - 0 | 1 - 1 | 1 - 0 | 3 - 2 | 1 - 2 |       |

|  | Victoria del equipo local     |
|  | Empate                        |
|  | Victoria del equipo visitante |

## Torneo de Clausura

### Tabla de posiciones
| Pos. | Equipo               | Pts. | PJ | PG | PE | PP | GF | GC | Dif. |
| ---- | -------------------- | ---- | -- | -- | -- | -- | -- | -- | ---- |
| 1.º  | Deportivo Saprissa   | 48   | 22 | 14 | 6  | 2  | 50 | 15 | 35   |
| 2.º  | C. S. Herediano      | 45   | 22 | 13 | 6  | 3  | 51 | 27 | 24   |
| 3.º  | L. D. Alajuelense    | 38   | 22 | 9  | 11 | 2  | 40 | 18 | 22   |
| 4.º  | Municipal Puntarenas | 35   | 22 | 10 | 5  | 7  | 29 | 33 | −4   |
| 5.º  | C. S. Cartaginés     | 34   | 22 | 9  | 7  | 6  | 26 | 30 | −4   |
| 6.º  | A. D. Santa Bárbara  | 28   | 22 | 7  | 7  | 8  | 32 | 30 | 2    |
| 7.º  | Pérez Zeledón        | 27   | 22 | 6  | 9  | 7  | 23 | 31 | −8   |
| 8.º  | A. D. Carmelita      | 25   | 22 | 7  | 4  | 11 | 27 | 32 | −5   |
| 9.º  | A. D. Limonense      | 21   | 22 | 6  | 3  | 13 | 29 | 41 | −12  |
| 10.º | A. D. Ramonense      | 19   | 22 | 4  | 7  | 11 | 20 | 35 | −15  |
| 11.º | A. D. San Carlos     | 19   | 22 | 4  | 7  | 11 | 25 | 44 | −19  |
| 12.º | Municipal Goicoechea | 17   | 22 | 3  | 8  | 11 | 17 | 33 | −16  |

|  | Campeón del torneo |

### Tabla acumulada de la temporada
| Pos. | Equipo               | Pts. | PJ | PG | PE | PP | GF  | GC | Dif. |
| ---- | -------------------- | ---- | -- | -- | -- | -- | --- | -- | ---- |
| 1.º  | Deportivo Saprissa   | 99   | 44 | 29 | 12 | 3  | 108 | 37 | 71   |
| 2.º  | L. D. Alajuelense    | 88   | 44 | 25 | 13 | 6  | 94  | 40 | 54   |
| 3.º  | C. S. Herediano      | 83   | 44 | 23 | 14 | 7  | 80  | 47 | 33   |
| 4.º  | A. D. Santa Bárbara  | 62   | 44 | 16 | 14 | 14 | 75  | 62 | 13   |
| 5.º  | C. S. Cartaginés     | 61   | 44 | 15 | 16 | 13 | 60  | 62 | −2   |
| 6.º  | Municipal Puntarenas | 59   | 44 | 16 | 11 | 17 | 60  | 70 | −10  |
| 7.º  | Pérez Zeledón        | 55   | 44 | 12 | 19 | 13 | 48  | 59 | −11  |
| 8.º  | A. D. Carmelita      | 45   | 44 | 11 | 12 | 21 | 53  | 73 | −20  |
| 9.º  | A. D. Limonense      | 44   | 44 | 11 | 11 | 22 | 62  | 85 | −23  |
| 10.º | Municipal Goicoechea | 40   | 44 | 9  | 13 | 22 | 45  | 77 | −32  |
| 11.º | A. D. San Carlos     | 38   | 44 | 8  | 14 | 22 | 52  | 88 | −36  |
| 12.º | A. D. Ramonense      | 37   | 44 | 8  | 13 | 23 | 42  | 79 | −37  |

|  | Clasificado para la Copa Interclubes de la UNCAF 2000 |
|  | Descendido a Segunda División                         |

### Resumen de resultados
| Local / Visita       | ADC   | ADL   | ADR   | SB    | SC    | CSC   | CSH   | SAP   | LDA   | GOI   | PUN   | MPZ   |
| -------------------- | ----- | ----- | ----- | ----- | ----- | ----- | ----- | ----- | ----- | ----- | ----- | ----- |
| A. D. Carmelita      |       | 1 - 0 | 3 - 1 | 2 - 0 | 1 - 2 | 0 - 0 | 1 - 1 | 1 - 3 | 0 - 2 | 1 - 0 | 3 - 2 | 3 - 0 |
| A. D. Limonense      | 4 - 2 |       | 2 - 0 | 0 - 2 | 4 - 0 | 1 - 2 | 0 - 1 | 2 - 2 | 2 - 2 | 1 - 4 | 2 - 0 | 3 - 1 |
| A. D. Ramonense      | 2 - 2 | 2 - 0 |       | 1 - 0 | 1 - 0 | 1 - 2 | 3 - 4 | 1 - 2 | 0 - 0 | 0 - 0 | 3 - 0 | 0 - 1 |
| A. D. Santa Bárbara  | 1 - 1 | 3 - 1 | 3 - 1 |       | 2 - 1 | 1 - 1 | 3 - 3 | 0 - 4 | 0 - 0 | 3 - 1 | 1 - 2 | 2 - 0 |
| A. D. San Carlos     | 0 - 1 | 4 - 1 | 0 - 0 | 3 - 3 |       | 0 - 0 | 3 - 2 | 2 - 2 | 1 - 1 | 1 - 1 | 0 - 1 | 2 - 0 |
| C. S. Cartaginés     | 2 - 0 | 1 - 2 | 2 - 0 | 2 - 1 | 1 - 0 |       | 3 - 2 | 1 - 0 | 0 - 2 | 1 - 3 | 2 - 2 | 1 - 1 |
| C. S. Herediano      | 4 - 3 | 2 - 1 | 4 - 1 | 3 - 1 | 5 - 1 | 3 - 0 |       | 1 - 1 | 1 - 2 | 3 - 0 | 1 - 1 | 2 - 0 |
| Deportivo Saprissa   | 1 - 1 | 4 - 1 | 5 - 0 | 1 - 0 | 4 - 0 | 6 - 0 | 0 - 0 |       | 2 - 0 | 1 - 0 | 4 - 0 | 2 - 1 |
| L. D. Alajuelense    | 2 - 1 | 4 - 0 | 2 - 0 | 1 - 1 | 8 - 2 | 2 - 2 | 0 - 1 | 1 - 1 |       | 4 - 0 | 3 - 0 | 0 - 0 |
| Municipal Goicoechea | 2 - 0 | 2 - 2 | 0 - 0 | 1 - 1 | 1 - 1 | 0 - 2 | 0 - 3 | 0 - 2 | 0 - 0 |       | 0 - 1 | 1 - 1 |
| Municipal Puntarenas | 2 - 1 | 1 - 0 | 2 - 2 | 1 - 0 | 2 - 1 | 3 - 1 | 1 - 3 | 2 - 1 | 1 - 1 | 3 - 1 |       | 0 - 1 |
| Pérez Zeledón        | 1 - 0 | 1 - 0 | 1 - 1 | 0 - 4 | 3 - 1 | 0 - 0 | 2 - 2 | 2 - 2 | 3 - 3 | 2 - 0 | 2 - 2 |       |

|  | Victoria del equipo local     |
|  | Empate                        |
|  | Victoria del equipo visitante |

|                            |
| Campeón Deportivo Saprissa |
| 22° título                 |

## Estadísticas

### Tabla de goleadores
Lista con los máximos anotadores de la temporada.
| Pos. | Jugador           | Equipo               | Goles |
| ---- | ----------------- | -------------------- | ----- |
| 1.º  | Josef Miso        | L. D. Alajuelense    | 21    |
| 1.º  | Adrián Mahía      | Deportivo Saprissa   | 21    |
| 2.º  | Gerald Drummond   | Deportivo Saprissa   | 19    |
| 3.º  | Johnny Cubero     | L. D. Alajuelense    | 18    |
| 4.º  | Bernal Mullins    | C. S. Cartaginés     | 16    |
| 4.º  | Carlos Villarreal | C. S. Cartaginés     | 16    |
| 6.º  | Kurt Bernard      | A. D. Limonense      | 15    |
| 6.º  | David Diach       | L. D. Alajuelense    | 15    |
| 8.º  | Vicente Rosella   | Municipal Puntarenas | 14    |
| 8.º  | Pércival Piggott  | C. S. Herediano      | 14    |
| 10.º | Luis Martínez     | A. D. Ramonense      | 13    |
| 10.º | Ronald Vega       | A. D. San Carlos     | 13    |